# Neudoerfel
Le Neudoerfel est un écart de la commune de Dambach, dans le département du Bas-Rhin. 

## Géographie
Linguistiquement, le hameau est l'une des dernières localités de la zone francique rhénane à l'est, avant l'alémanique alsacien et le francique méridional.

## Étymologie
Le nom du hameau se compose de la façon suivante Neu + Doerfel. Il s'agit d'un nom de village typique ; Neu signifiant nouveau et Doerfel (diminutif de Dorf) le village, plusieurs centaines de villes et villages se nomment Neuville, Neuviller, Neville, Nehwiller, Neudorf ou encore Neudoerfel.
En dialecte, les habitants s'appellent Neuderfler mais en français aucun nom spécifique ne leur est attribué. On les appelle tout simplement les habitants du Neudoerfel.

## Histoire
Le hameau devient français en 1680.
La chapelle est construite sur l'initiative d'un moine de l'abbaye de Sturzelbronn au XVIe ou XVIIe siècle. Elle figure d'ailleurs sur la carte de Cassini datant de 1750. La messe y était célébrée deux fois l'an sur autorisation de l'évêché.
Une école est construite vers 1870 dans le prolongement de la chapelle et 25 enfants la fréquentent en 1900.
De nos jours, seules quelques résidences principales demeurent. Le hameau possédait jadis son propre restaurant et organisait son messti.